# Màquina de ribot

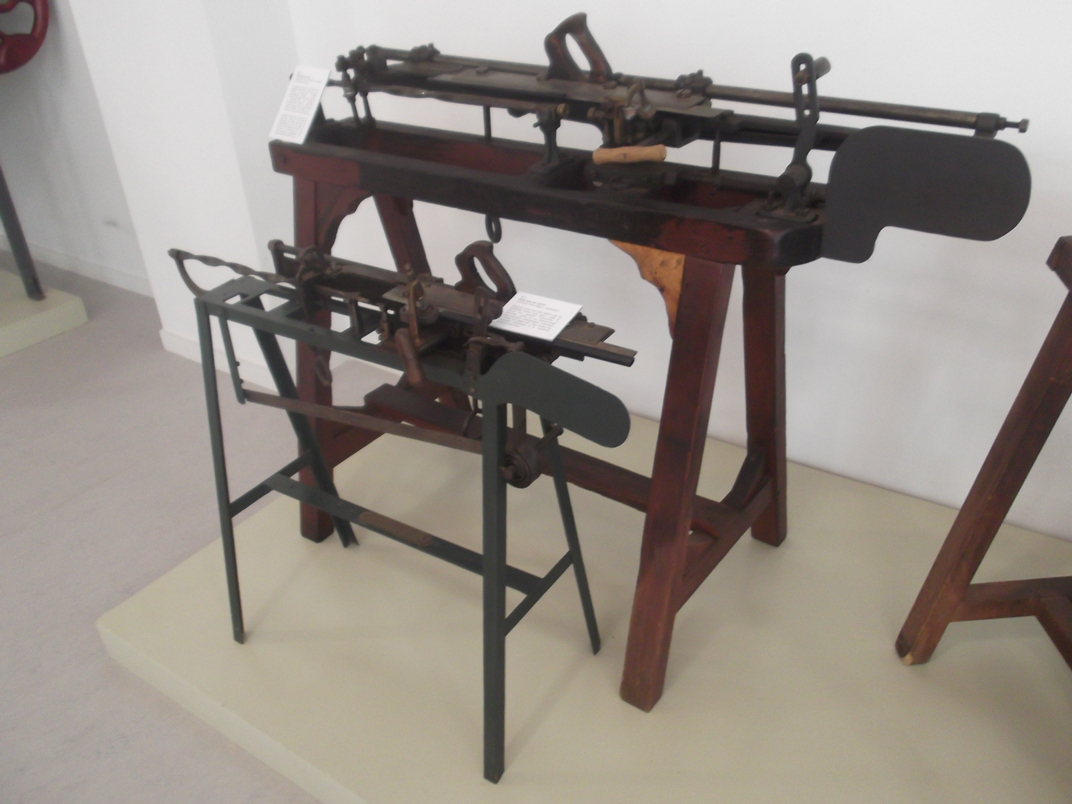
Dues màquines de ribot al Museu del Suro de Palafrugell

La màquina de ribot, o màquina de garlopa, és un enginy del segle xix per elaborar taps de suro a partir de carracs. Podria ser el símbol de la primera mecanització de la indústria suro-tapera.
Els orígens no són gaire clars. D'origen probablement francès, el primer model de màquina de ribot construït a Catalunya fou de Francesc Vidal Moner, aproximadament el 1850. La seva utilització, però, no es generalitzà fins a les dues darreres dècades del segle xix i, encara, per fer taps de baixa qualitat. La introducció d'aquest tipus de màquina no alterà el procés de producció tradicional.
Les màquines de ribot, mogudes a mà, permetien fer entre quatre i cinc mil taps diaris, davant els mil o mil cinc-cents dels tapers artesans. A més, permetia una gran flexibilitat en la producció de taps: a més de tolerar mides i diàmetres diversos, podia fer taps cilíndrics, cònics o puntuts i de «ple rodó» (taps d'imitació a mà als quals només se'ls arrodonien les arestes).
Significaren un primer pas cap a la proletarització de l'ofici de taper, ja que el temps d'aprenentatge era menor i, en permetre la incorporació de mà d'obra femenina, comportaren una caiguda substancial dels salaris. L'aparició d'aquesta màquina va provocar una vaga de tapers de Sant Feliu de Guíxols que temien que aquest nou enginy els deixés sense feina.

## En museus
El Museu del Suro de Palafrugell exposa dues màquines de ribot, provinents de la col·lecció Hijos de Benito Planellas de Sant Feliu de Guíxols.